# Triclistus alaris
Triclistus alaris là một loài tò vò trong họ Ichneumonidae.